# Stichophthalma howqua

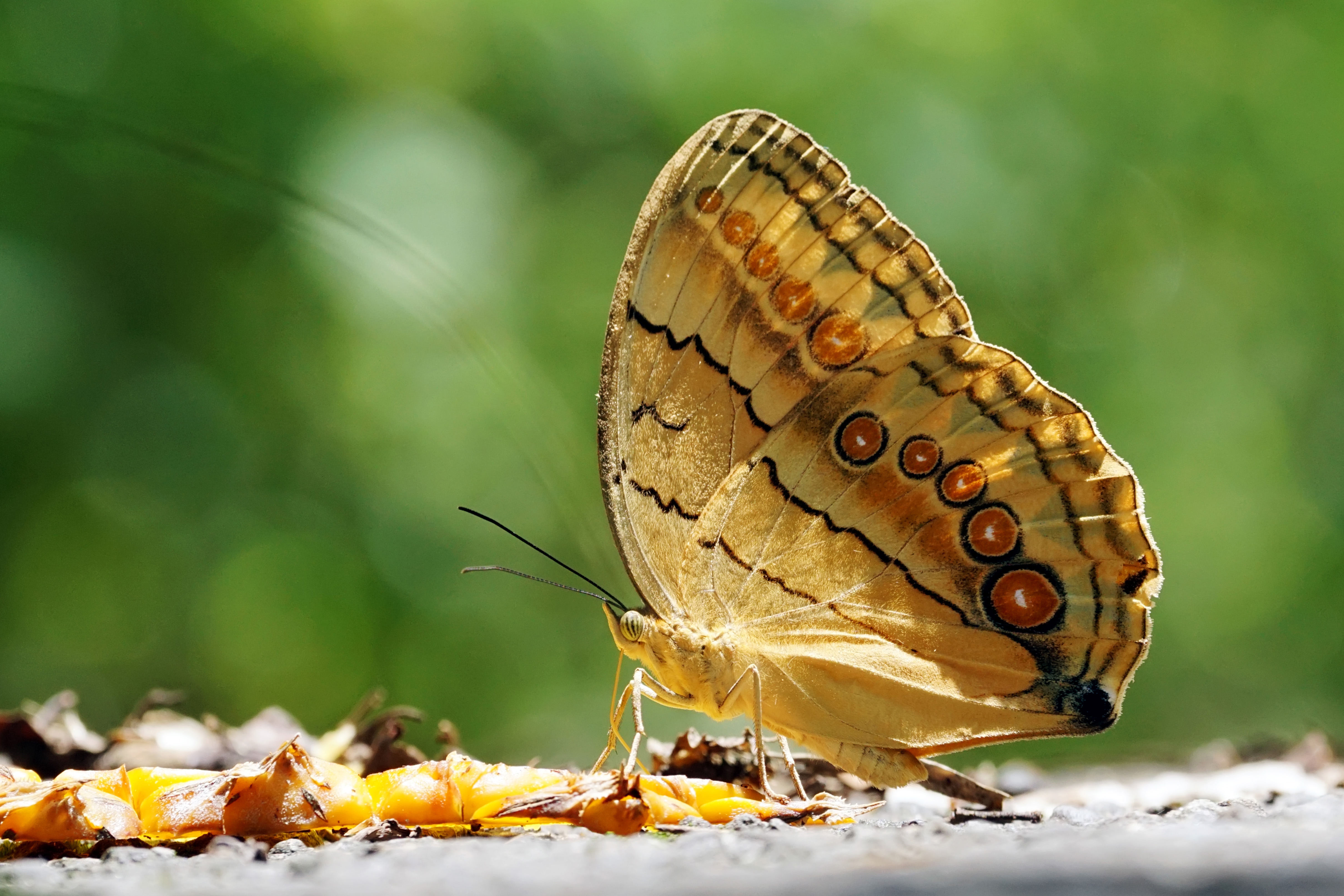
Flügelunterseite Männchen

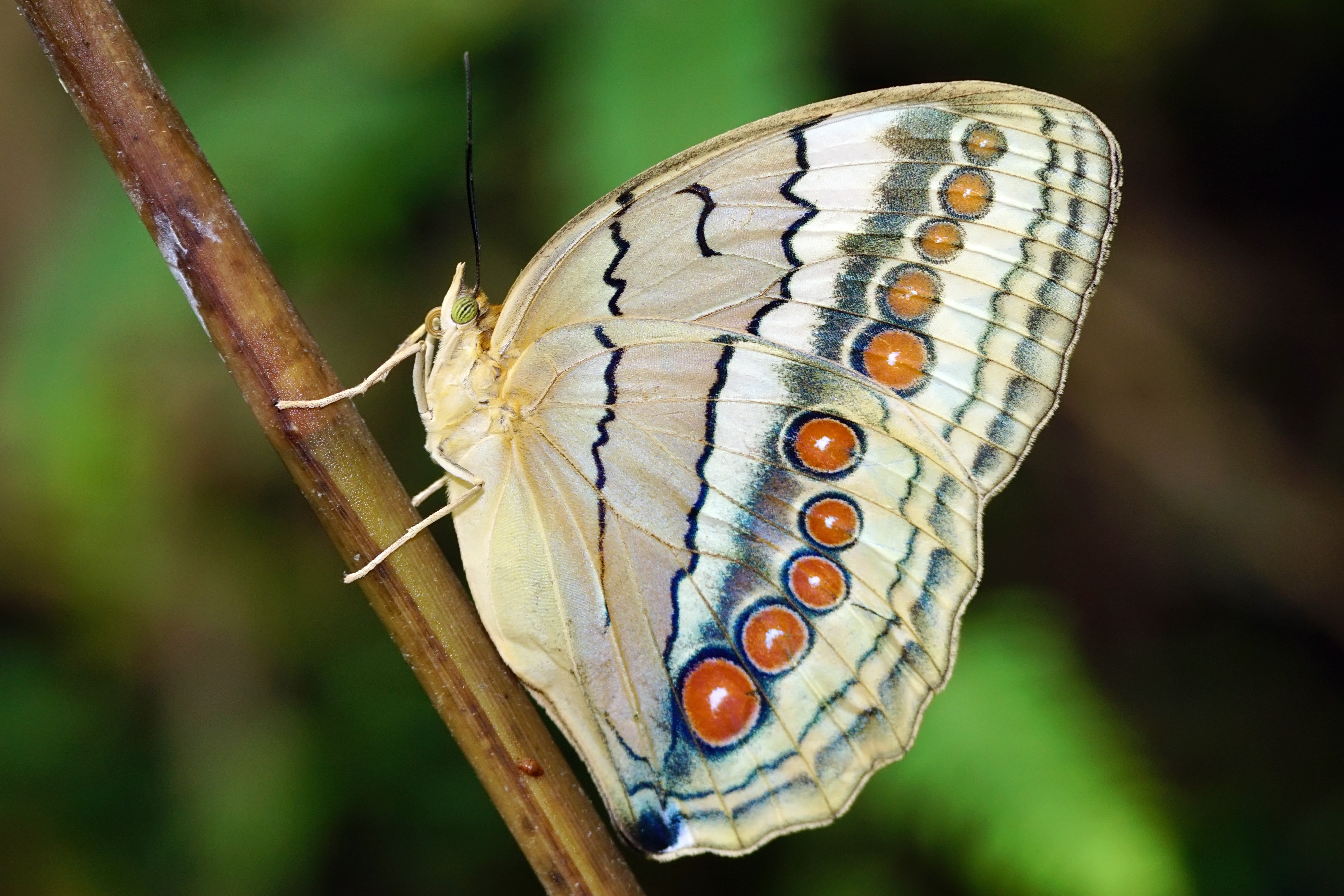
Flügelunterseite Weibchen

Stichophthalma howqua ist ein in Asien vorkommender Schmetterling (Tagfalter) aus der Familie der Edelfalter (Nymphalidae).

## Merkmale

### Falter
Die Flügelspannweite der Falter beträgt 120 bis 150 Millimeter, wobei die Weibchen größer als die Männchen sind. Die Flügeloberseiten zeigen bei beiden Geschlechtern eine gelbe bis gelbbraune Grundfarbe. Über beide Flügelpaare erstreckt sich in der Submarginalregion eine Reihe auffälliger schwarzer Pfeilflecke. Der Apex der Vorderflügel ist schwarz. Die bräunlichen, rötlichen oder cremefarbenen Flügelunterseiten zeigen mehrere dünne schwarze Querlinien und eine Reihe roter Augenflecke, die sich über beide Flügelpaare erstrecken und weiß gekernt sowie schwarz umrandet sind. Die Flügelunterseiten der Weibchen sind heller, als diejenigen der Männchen.

### Präimaginalstadien
Die ersten Stände sind noch nicht beschrieben.

### Ähnliche Arten
- Bei Stichophthalma neumogeni sind die schwarzen Pfeilflecke etwas länger als bei Stichophthalma howqua.
- Stichophthalma louisa unterscheidet sich durch einen weißlichen Bereich in der Postdiskalregion auf der Vorderflügeloberseite.

## Vorkommen, Unterarten und Lebensraum
Stichophthalma howqua kommt im Osten Chinas, in Vietnam und in Taiwan vor. Bei der Zuordnung der Unterarten besteht noch Klärungsbedarf. So wird Stichophthalma howqua suffusa als Stichophthalma suffusa von einigen Autoren als eigenständige Art geführt. Stichophthalma howqua besiedelt tropische Regenwälder, in Vietnam in Höhenlagen zwischen 800 und 1100 Metern.

## Lebensweise
Die Falter sind zwischen Mai und September anzutreffen. Sie saugen gerne an feuchten Erdstellen oder überreifen Früchten, um Flüssigkeit und Mineralstoffe aufzunehmen. Die Raupen ernähren sich von den Blättern von Süßgräsern (Gramineae) oder Palmengewächsen (Palmae).